# Cap Burks
Le cap Burks est un cap qui s'avance dans l'océan Austral, sur la côte septentrionale de la terre Marie Byrd, en Antarctique occidental. Il marque la limite entre la côte de Ruppert vers l'ouest et la côte de Hobbs vers l'est. Il a été baptisé en l'honneur du pilote américain Ernest Burks.